# Nagybőgő
A nagybőgő egy hangszer, négy, a hegedűcsalád többi tagjától eltérően kvart távolságra hangolt húrral. A vonós hangszerek közé soroljuk, közöttük a nagybőgő a legmélyebb. Közeli rokonai a hegedű, a brácsa (mélyhegedű) és a cselló (kisbőgő).
Húrjai a kontra E (ez egyébként a hangszeren elérhető legmélyebb hang), kontra A, nagy D és nagy G.
A kottáját basszuskulcsban írják, úgy, hogy a leírt hangokat egy oktávval lejjebb kell értelmezni (lásd kotta a jobb oldalon). Ennek célja, hogy elkerüljék a túlságosan sok pótvonal használatát. A szabály érvényes a többi használt kulcsra is (tenorkulcs, nagyon ritka esetekben violinkulcs).

## A nagybőgő története
A hangszer elődje a violone volt, amely a viola da gamba egyik típusa.
A húrjai csak a romantika korára állandósultak (előtte léteztek öt- és hathúros bőgők is), bár később háromhúros is készült, de az nem terjedt el igazán.
A komolyzenében a nagybőgő a tagja a szimfonikus zenekaroknak, vonószenekaroknak és különböző kisebb kamaracsoportoknak.

### Főbb művek nagybőgőre (komolyzene)
Nagybőgő szóló
- Luciano Berio: Psy
- Wolfgang Amadeus Mozart: KV 612-es „Ária nagybőgőre”

Nagybőgő zongorakísérettel
- Paul Hindemith: Szonáta

Nagybőgőversenyek
- Giovanni Bottesini: Nagybőgőversenyek
- Joseph Haydn: Nagybőgőverseny (elveszett)
- Edgar Meyer: 3 nagybőgőverseny
- Szergej Alekszandrovics Kuszevickij: Nagybőgőversenyek
- Carl Ditters von Dittersdorf: Nagybőgőverseny

Kamarazene nagybőgővel, zenekari művek főbb nagybőgőszólóval

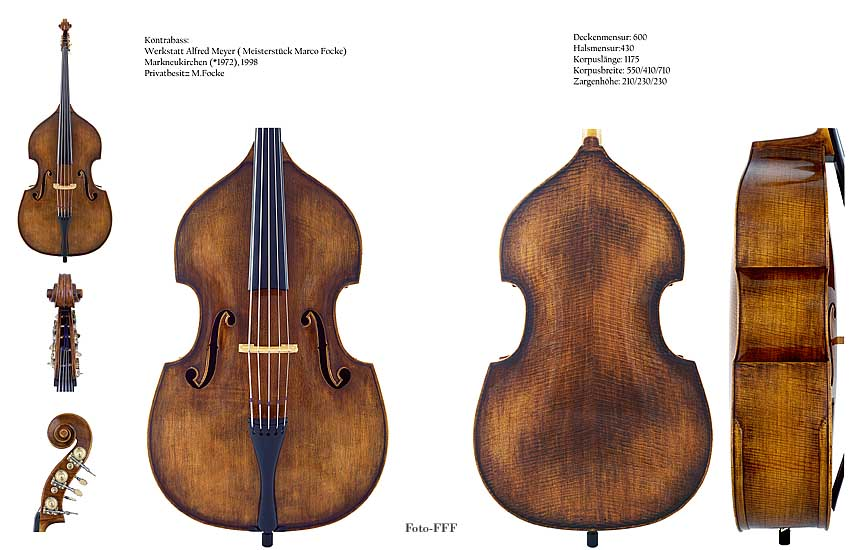
Nagybőgő, több nézetből

- Antonín Dvořák: Vonósötösök (2 hegedű, brácsa, cselló, nagybőgő)
- Joseph Haydn: 6, 7, 8 szimfónia (menüett-tételek)
- Gustav Mahler: 1. szimfónia
- Niccolò Paganini: Fantázia egy Rossini-témára (szóló nagybőgőre és zenekarra)
- Gioachino Rossini: Duó csellóra és nagybőgőre
- Franz Schubert: Pisztrángötös (hegedű, brácsa, gordonka, nagybőgő, zongora)
- Camille Saint-Saëns: Állatok farsangja; „Elefánt”
- Galina Ustvolskaya: Kompozíciók II (8 nagybőgő, pergődob, zongora

### Nagybőgő ajazzben,bluesbanstb.
A nagybőgő általában meghatározó tagja a különböző könnyűzenei együtteseknek. Míg a pop- és rockzenében a basszusgitár az általános, a szimfonikus könnyűzene (lounge), a dzsessz, a rock and roll és a rockabilly többnyire nagybőgőt használ.
A könnyűzenében a nagybőgőt az esetek 90%-ában csak pengetik, azaz pizzicato játékmódot alkalmaznak. Különösen kedvelt az ún. Bartók-pizzicato. A dzsesszben gyakori, a rockabilly zenében általános a húrókat csapkodó „slapping” technika, utóbbi 1957 előtti időszakában nem is volt dob, a ritmust a csapkodó bőgőhang adta.
Gyakran használnak elektromos kiegészítőket, vagy hoznak létre az elektromos hegedűhöz, vagy az elektromos csellóhoz hasonló, de nagybőgőn alapuló hangszereket.

### Nagybőgő a magyarnépzenében
A magyar népzenében használt nagybőgő tipikusan 4 vagy 3 húros (E húr nélkül), de a klasszikus zenében használt nagybőgőtől eltérően a mai napig gyakori, hogy fémhúrok helyett juhbélből sodort húrokkal szerelik fel a hangszert. Bizonyos tájegységeken, így például az erdélyi Mezőségen az is előfordul, hogy csak egyetlen húron játszanak, ekkor a húrt kontra A helyett általában nagy C-re hangolják, a többi húrt csak tartalékként, illetve a húrláb stabilitásának megtartása érdekében szerelik fel.
A népzenében, mivel jellemzően tánczenéről van szó, a nagybőgő és a brácsa feladata a ritmuskíséret biztosítása, így mindig nagyobb hangsúlyt fektettek a megfelelő vonózásra, mint a tiszta harmonizálásra.
A nagybőgő helyett egyes területeken csellót vagy kisbőgőt használtak.

## A nagybőgő felépítése
A nagybőgő egy olyan hangszer, aminek a mai napig nem alakultak ki a végleges vonásai.
Felépítés szemszögéből a hangszer félúton áll a gambacsalád és a hegedű család között.
A hegedű családtól örökölte
- az F-lyukakat,
- a húrok számát,
- és a fogólap tulajdonságait;

a gambacsaládtól pedig
- az esetenként lapos hátlapot
- a nyak formáját.

A hangszer kb. 170–180 cm hosszú.
A hangszer részeinek neve, és felépítésének nagy része megegyezik a hegedűnél tárgyaltakkal.

## Vonó

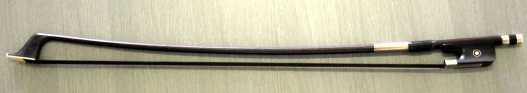
Francia vonó

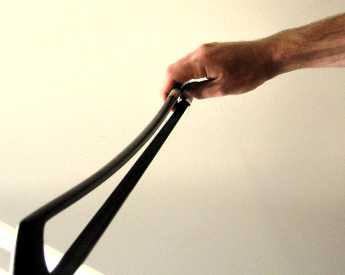
Francia vonófogás

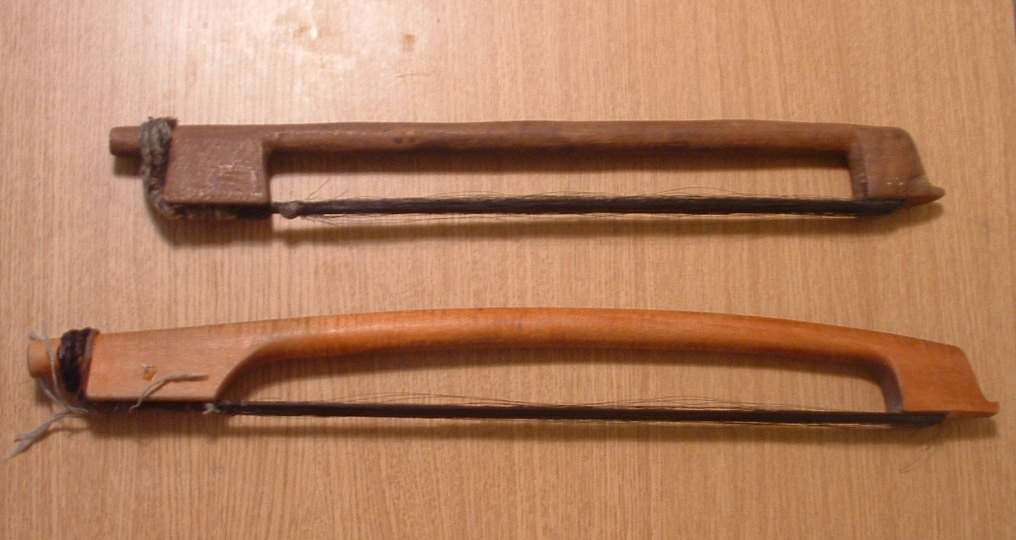
Népzenében használt, házilag, illetve hangszerész által készített rövid vonók

Két fajta klasszikus vonótípus létezik:
- Francia vonó: Ez alapvetően nem más, mint egy tömegre nehezebb kiadása egy hegedű (brácsa), vagy egy csellóvonónak.
- Német vonó: Ez a régi gambák vonójából alakult ki.

A Vonó között kinézet-, tömeg- és játékmódbeli különbségek vannak.
A magyar népzenében a klasszikus vonón kívül gyakran használják a sokszor házi készítésű, rövid, tömörebb felépítésű vonót. Ennél a vonótípusnál hiányzik a klasszikus vonóknál megtalálható, a szőr feszességének szabályozására szolgáló mechanika, helyette a belefont erősebb zsinór segítségével kötik oda a szőrt a kápához, lehetőleg minél feszesebben. Ezt a vonótípust rendszerint marokfogással tartják.

## Hangolás
A hangszer húrjai azért vannak kvartonként hangolva, hogy ne legyenek túl nagyok a lépések a hangok között, és minden hangot kényelmesen le lehessen játszani.
A nagybőgőből létezik 5 húros kiadás, ilyenkor általában még egy kontra C, esetleg szubkontra H húrt kap még az E húr mellé. Ez a bőgőfajta nem igazán elterjedt, bár a romantikus (és XX. századi, ill. kortárs) zeneművek előadására használják, mert ezek szerzői - pl. Mahler - gyakran megkövetelik a kontra C-re való leszállást. Az eredetileg 4 húrosra tervezett nagybőgők 5 húrossá alakítása a húrok feszességéből adódó erőhatások megnövekedését, így a hangszer hangjának megváltozását eredményezi, ezért profi zenészek az ilyen hangszereket kerülik, és vagy olyan hangszert használnak, melyet eleve 5 húrosra terveztek, vagy a 4 húros hangszerre az E húrt meghosszabbító ún. C-gépet szerelnek fel.
A háromhúros kiadás neve a Halbbaß. A nagybőgőnél mélyebb hangszer az oktobasszus.
A hangszer húrjait gyakran hangolják akár egy egész hanggal is feljebb, elsősorban szólódaraboknál.